# Hypsiboas hobbsi
Hypsiboas hobbsi és una espècie de granota que viu a Colòmbia, Veneçuela i, possiblement també, al Brasil.
Està amenaçada d'extinció per la pèrdua del seu hàbitat natural.